# Prasville
Prasville é uma comuna francesa na região administrativa do Centro, no departamento Eure-et-Loir. Estende-se por uma área de 16,06 km². Em 2010 a comuna tinha 438 habitantes (densidade: 27,3 hab./km²).